# Transports publics en Guyane
Il existe quatre types de transport public en Guyane :
- les bus ;
- les liaisons aériennes ;
- les transporteurs interurbains ;
- les pirogues taxi.

## Autobus

### Cayenne
Les bus du Syndicat Mixte de Transport en Commun (SMTC), devenu à la fin de 2012 la « Régie Communautaire des Transports », ne desservent que les communes de Cayenne, Montsinéry-Tonnegrande et Remire-Montjoly (ces deux dernières sont desservies depuis 2013). 
À Cayenne, il existe 8 lignes. Certaines lignes sont munies de 3 voire 4 bus assurant le service. Le prix du ticket, au tarif normal, est de 1,50 euro pour l'année 2023. Il existe toutefois des cartes d'abonnement pour les scolaires et les adultes, ainsi que la vente de carnets, par lot de 10, utilisables uniquement dans l'agence. Depuis 2018, est apparue la carte à puce, de paiement avec photographie personnelle : la carte sans contact même si les monnaies sont encore utilisées comme mode de paiement.
Les lignes sont restreintes, mais on constate depuis peu un effort considérable de la  régie afin de moderniser son parc, de desservir un plus large territoire, et surtout, offrir un confort d'utilisation à tous ses usagers. Les bus SMTC ont évolué pour rendre le voyage plus agréable, notamment avec la généralisation de la climatisation, et de sièges plus confortables. 
Ces bus sont fort sollicités aux heures de pointe. Les heures creuses sont d'ordre général, 9h00-13h00/15-16h50, à cause des sorties scolaires et salariales. Le temps d'attente entre chaque rotation est d'environ 20 minutes à 1 heure selon les lignes, les jours et les horaires.

#### Ligneno1
La ligne no 1 dessert des zones d’habitat telles que : Chatenay, Horth, Grant, Coulée d'or, Jardin de zephir, Bourda, Colibri et Zephir, et les principaux générateurs de trafic de l’agglomération de Cayenne (centre-ville, quartier administratif et établissements scolaires) tels que la route de Baduel et Montabo. Le bus s'arrête à côté du marché aux fruits.
Avec un bus toutes les 30 minutes du lundi au samedi, et un bus toutes les heures environ le samedi après-midi.
- Amplitude (2 bus Max) : début 5 h45, fin 20 h14.

#### Ligneno2
La ligne no 2 dessert des zones d’habitat telles que : Résidence universitaire, Stanislas, Pasteur, Résidence de Baduel et les principaux générateurs de trafic de l’agglomération de Cayenne (centre-ville et établissements scolaires) tels que le boulevard de la République et la route de Baduel. Le bus s'arrête à côté du marché aux fruits.
Avec un bus toutes les 30 minutes du lundi au samedi, et un bus toutes les heures environ le samedi après-midi.
- Amplitude (2 bus Max) : début 6 h15, fin 20 h01.

#### Ligneno3

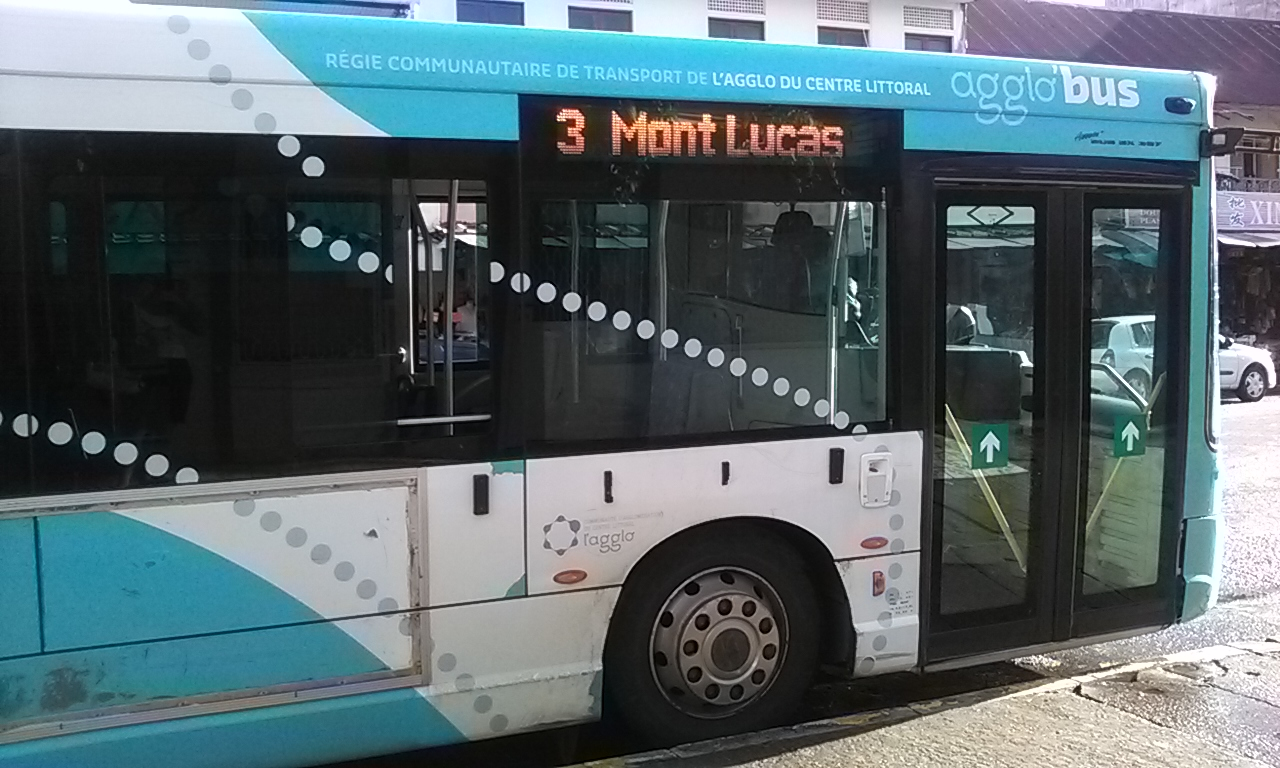
Le bus 3 un autobus du réseau Agglosbus

La ligne no 3 dessert des zones d’habitat telles que : Manguier, Themire, Mango, Bonhomme, Nova Parc, Vendôme, Chemin Tarzan, Mont-Lucas, et les principaux générateurs de trafic de l’agglomération de Cayenne (centre-ville, quartier administratif et établissements scolaires) tels que la route de la Madeleine, le quartier des Flambloyants et la route de Raban. Le bus s'arrête à côté du marché aux fruits.
Avec un bus toutes les 27 minutes du lundi au samedi, et un bus toutes les heures environ le samedi après-midi.
- Amplitude (3 bus Max) : début 5 h45, fin 19 h56.

#### Ligneno4
La ligne no 4 dessert des zones d’habitat telles que : Rénovation urbaine, Eau Lisette, Uranus, Roseraie, Mortin, Zénith (Matoury), Lycée Balata et les principaux générateurs de trafic de l’agglomération de Cayenne (centre-ville, zone industrielle et établissements scolaires) tels que l'avenue Catayée (ancienne route de la Madeleine), la zone industrielle de Collery, une partie de la RN1. Le bus s'arrête à l'angle du boulevard Mandela et l'avenue Pasteur.
Avec un bus toutes les 25 minutes du lundi au samedi et un bus toutes les heures environ le samedi après-midi.
- Amplitude (2 bus Max) : début 5 h50, fin 20 h13. 1,10 euro pour une personne

#### Ligneno5
La ligne no 5 dessert des zones d’habitat telles que : Les Alizés, Anatole, Brutus, Césaire, Eau Lisette, Bonhomme, Cabassou et les principaux générateurs de trafic de l’agglomération de Cayenne (centre-ville, quartier administratif et établissements scolaires) tels que l'avenue d'Estrées, la route de la madeleine et la route du tigre. Le bus s'arrête à côté du marché aux fruits ainsi qu'au cimetière de Cabassou.
Avec un bus toutes les 25 minutes du lundi au samedi, et un bus toutes les heures environ le samedi après-midi. 
- Amplitude (2 bus Max) : début 6 h00, fin 20 h04.

#### Ligneno6
La ligne no 6 assure le voyage entre Cayenne et Rémire-Montjoly et dessert des zones d’habitat telles que : Mirza et les principaux générateurs de trafic de l’agglomération de Cayenne (centre-ville, quartier administratif et établissements scolaires) tels que l'avenue Mandela, la Rocade et l'Avenue de Baduel. Le bus s'arrête entre la caserne des Pompiers et l'agence Edf de Guyane. Avec un bus toutes les 25 minutes du lundi au samedi, et un bus toutes les heures environ le samedi après-midi.
- Amplitude (2 bus Max) : début 6 h00, fin 20 h04.

#### Ligneno7
La ligne no 7 est lancée le 23 janvier 2017. Elle est exploitée par une société privée dans le cadre d'une convention de délégation de service public. Elle dessert le bourg de Matoury, les quartiers de Cogneau-Lamirande et Balata, les arrêts Family Plaza, Terca, Caf de Guyane et le centre-ville de Cayenne. Elle a son terminus à la Gare Routière de Cayenne.
Avec un bus toutes les 25 à 40 minutes du lundi au samedi.
- Amplitude (4 bus Max) : début 5 h30, fin 20 h55.

#### LignenoPC 1
La ligne no PC 1 (petite ceinture 1) dessert une zone d’habitat en devenir (Petit Lucas, Saint-Martin, Bokris, Medan), le centre-ville, les zones industrielles Collery et Galmot, les services de la Caisse d'allocations familiales (France), les autres zones d’activité (Match Montjoly 2, C.C. Katoury) et est en correspondance avec l’ensemble des lignes du réseau par les voies structurantes telles que l'avenue d'Estrées, montabo. Le bus s'arrête à côté de l'encre, au hypermarché Carrefour Guyane et à Family Plaza.
Un bus toutes 30 minutes du lundi au samedi.
En 2020, la ligne est devenue la ligne 8.
- Amplitude (1 bus) : début 5 h55, fin 20 h19.

#### LignenoPC 2
La ligne no PC 2 (petite ceinture 2) dessert des zones communes aux lignes 1 et 8. Un bus toutes 50 minutes du lundi au samedi et un bus toutes les heures environ le samedi après-midi.

La ligne no PC 2 (petite ceinture 2) dessert une zone d’habitat en devenir (Grant), le centre-ville, les zones industrielles Collery, Galmot, les services de la EDF guyane), les autres zones d’activité (Match Montjoly 2, Suzini, Route du Tigre) et est en correspondance avec l’ensemble des lignes du réseau par les voies structurantes telles que la Route de Montabo et L'avenue Catayée. Le bus s'arrête à côté de l'Église catholique de Grant et à Family Plaza.

En 2020, la ligne est devenue la ligne 9.
- Amplitude (1 bus) : début 6 h10, fin 20 h10.

## Liaisons aériennes
Des liaisons aériennes, assurées par Air Guyane, relient quotidiennement Cayenne à Maripasoula et Saül. Prix de 100 € à 120 € aller-retour.

## Transporteurs interurbains

### Taxis collectifs
Les Taxi collectifs (dits Taxis Co) proposent aux voyageurs de prendre place dans des minibus de 9 places. Leurs horaires sont aléatoires, puisqu'ils partent uniquement lorsque le minibus est rempli ou presque. Ils permettent de relier des communes : Saint-Laurent-du-Maroni, Mana, Organabo, Iracoubo, Sinnamary, Kourou, Macouria, Cayenne, Rémire-Montjoly, Dégrad-Des-Cannes, Balata et Sainte-Rose-de-Lima, Matoury Cacao ou Stoupan (communes de Roura), Régina, Saint-Georges-de-l'Oyapock.
Tous les taxis Collectifs ne se rendent pas systématiquement à Dégrad-Des-Cannes ou à Sainte-Rose-de-Lima. Il est préférable de demander au chauffeur avant d'embarquer. 
Montsinéry-Tonnegrande est desservie depuis octobre 2013, par un taxi collectif. Il faut prévoir 5 €/personne pour un aller simple jusqu'à Cayenne. Ce bus de 9 places circule sur le D5 : « Galion », « Tonnégrande », « Montsinéry », « Carapa », « RN1 ». Il s'arrête au centre commercial Family plaza.
Pour donner un ordre d'idée des prix (prix à l'aller) : Cayenne-Kourou 10 €, St Laurent-Kourou 25 €, Cayenne-Saint-Georges-de-l'Oyapock 50 € (en 2023).

### TIG (Transport Interurbain de Guyane)
Depuis début 2010, des conventions ont été mises en place entre le conseil général, compétent pour organiser le transport entre les communes, et certains transporteurs. Ce nouveau service public a pris le nom de TIG (Transport Interurbain de Guyane).
Les TIG coexistent avec les Taxis Co. Les types de véhicules sont les mêmes (un autocollant « TIG » distingue les premiers des seconds) mais la convention demande que les transports TIG aient des horaires fixes (les véhicules partent, qu'ils soient remplis ou pas) sur des trajets définis (pas de ramassage ou de dépose à la demande, pas de raccourcis).
Les prix sont en général inférieurs au prix pratiqués par les Taxis Co (exemple : Cayenne à Saint-Georges-de-l'Oyapock à 31 € au lieu de 40 €).

#### De Cayenne à Rémire-Montjoly et Dégrad des Cannes
Cet itinéraire est repris par la ligne B des transports périurbains de la CACL et la ligne 6 de la RCT.

#### De Cayenne à Montsinéry
Cet itinéraire est repris par la ligne E des transports périurbains de la CACL.

#### De Cayenne à Roura
Cet itinéraire est repris par la ligne D des transports périurbains de la CACL.

#### De Cayenne à Matoury
Cet itinéraire est repris par la ligne urbaine la ligne no 7 depuis le 23 janvier 2017 et les lignes C et F des transports périurbains de la CACL.

#### De Cayenne à Macouria
Cet itinéraire est repris par la ligne A des transports périurbainsde la CACL.
Du lundi au samedi, elle dessert plusieurs arrêts sur la Route Nationale 1, entre Macouria et le centre commercial Family Plazza.
Depuis 2020, le départ a lieu près de l'annexe mairie de Macouria.

#### De Cayenne à Kourou
Cet itinéraire est desservi par la ligne 5 (TIG5). Elle est gérée par la Collectivité Territoriale de Guyane.
Depuis le 1er juillet 2015, cette ligne est exploitée en délégation de service public.
Elle dessert plusieurs arrêts à Kourou, le carrefour de Matiti, Macouria, Soula, Family Plazza, la Gare Routière de Cayenne et l'Université de Guyane tous les jours.

## Pirogues taxi
Les pirogues taxis se trouvent sur le Maroni (frontière surinamienne) entre Saint-Laurent-du-Maroni et Apatou, ainsi que sur l'Oyapock (frontière brésilienne) entre Saint-Georges-de-l'Oyapock et la ville brésilienne d'Oiapoque.
Apatou est situé à 3 heures sur le Maroni. Les aller retour s'effectuent tous les lundis, mercredis et samedis matin à 7 heures de l'Office du Tourisme d'Apatou et le retour vers 12 heures de l'Office du Tourisme de Saint-Laurent-du-Maroni. Le prix est de 20 € aller simple. Comptez 3 heures de trajet à cause de nombreux arrêts dans les villages et d'un passage à Albina à chaque trajet. Pour traverser le Maroni (vers Albina), comptez 5 € aller simple.
Oïapoque est située à 15 minutes de Saint-Georges. Les départs se font à la demande, en général quand un certain nombre de passagers est réuni. À la différence du Maroni, il n'y a pas de couvre-feu sur l'Oyapock. Les pirogues disponibles sont cependant moins nombreuses la nuit et les prix sont un peu plus élevés (en 2012, la traversée pour une personne : 5 €/10 réals le jour, 7 €/15 réals la nuit).